# カフェ・コレット
カフェ・コレット（伊: caffè corretto）とは、エスプレッソと少量の酒から成る、温かいタイプの酒入りコーヒー飲料である。なお、カフェ・コレットはイタリアの飲み物であるが、イタリア以外ではエスプレッソ・コレット (espresso corretto) などと呼ばれる場合もある。

## 概要

### 概説
カフェ・コレットは、エスプレッソと少量の酒を混ぜて飲まれる、イタリア発祥の飲料である。
酒の種類は問われない（飲む人が好きな酒を入れて構わない）。
ただし、通常はグラッパが入れられ、時々サンブーカが入れられたり、時にはブランデーが入れられることもある。
このようにカフェ・コレットには様々な酒が使われるので、イタリアでカフェ・コレットを注文する際は、例えば、「un caffe corretto alla grappa.」（グラッパ入りのカフェ・コレット1杯）、「un caffe corretto alla sambuca.」（サンブーカ入りのカフェ・コレット1杯）、「un caffe corretto al cognac.」（ブランデーのジャンルの1つ、コニャック入りのカフェ・コレット1杯）といったように、入れて欲しい酒の種類を指定する。
なお、コレット（corretto）はイタリア語であり、英語で言う「correct」と「proper」に共通する意味に相当する。よって日本語に訳すと、おおよそ「適切な」とか「正式な」といった意味である。

### レシピの例
既述の通り、カフェ・コレットに入れられる酒は決まっていない。以下はあくまでレシピの1例である。
- 深煎りしたコーヒー豆[注釈 1]を使って淹れたエスプレッソ - 100ml
- 酒（ブランデーやリキュールなど） - 20ml
- ホイップクリーム - 30ml

#### 作り方
温かいエスプレッソに、好みの酒を加え、最後にホイップクリームを浮かせれば完成。

#### 備考
- ただし、選択した酒の比重の関係で、コーヒーカップに先に酒を入れておく場合もある。コーヒーよりも酒の比重が小さい場合は、酒を入れてからエスプレッソを注ぐのが基本であり、逆に、コーヒーよりも酒の比重が大きい場合は、エスプレッソを注いでから酒を加えるのが基本である。
- 飲む人の好みによって、それぞれの分量は増減される場合もある。

### 別称
例えば、上記のレシピで酒にサンブーカを選択した場合、カフェ・サンブーカ（カフェ・サンブカ）と呼ばれることもある。
同様に、例えばガリアーノを選択すれば「カフェ・ガリアーノ」と呼ばれたり、グラン・マルニエを選択すれば「カフェ・グラン・マルニエ」と呼ばれたりすることもある。

## 類似の飲み物
カフェ・コレットに似た飲み物としては、次のようなものがある。
- スペインにはカラヒージョという飲み物がある。
- ノルウェーやスウェーデンにはKarsk（または、kaffe kask）という飲み物がある。
- チェコには、スリヴォヴィッツ[注釈 2]を使用したカフェ・コレットのバリエーションが存在し、Espresso Noccioloと呼ばれている。